# Oraci, Tărgoviște
Oraci (în bulgară Орач) este un sat în comuna Antonovo, regiunea Tărgoviște,  Bulgaria. 

## Demografie
Componența etnică a satului Oraci
     Bulgari (60%)
     Turci (13,33%)
     Romi (7,77%)
     Nicio identificare (18,88%)
La recensământul din 2011, populația satului Oraci era de 90 locuitori. Din punct de vedere etnic, majoritatea locuitorilor (60%) erau bulgari, existând și minorități de turci (13,33%) și romi (7,77%). Pentru 18,88% din locuitori nu este cunoscută apartenența etnică.